# Frida Scarpaová
Frida Scarpaová (* 9. září 1976 Janov, Itálie) je bývalá italská sportovní šermířka, která se specializovala na šerm fleretem. Itálii reprezentovala v devadesátých letech a v prvním desetiletí jednadvacátého století. V roce 1996 obsadila třetí místo na mistrovství Evropy v soutěži jednotlivkyň. S italským družstvem fleretistek vybojovala v roce 2001 titul mistryň světa a v roce 2003 obsadila s družstvem druhé místo na mistrovství Evropy.